# غوستاف وندغرين
غوستاف وندغرين (بالسويدية: Gustav Lundgren)‏ هو عازف قيثارة جاز سويدي، ولد في 18 سبتمبر 1980.